# Dorfkirche Rademin

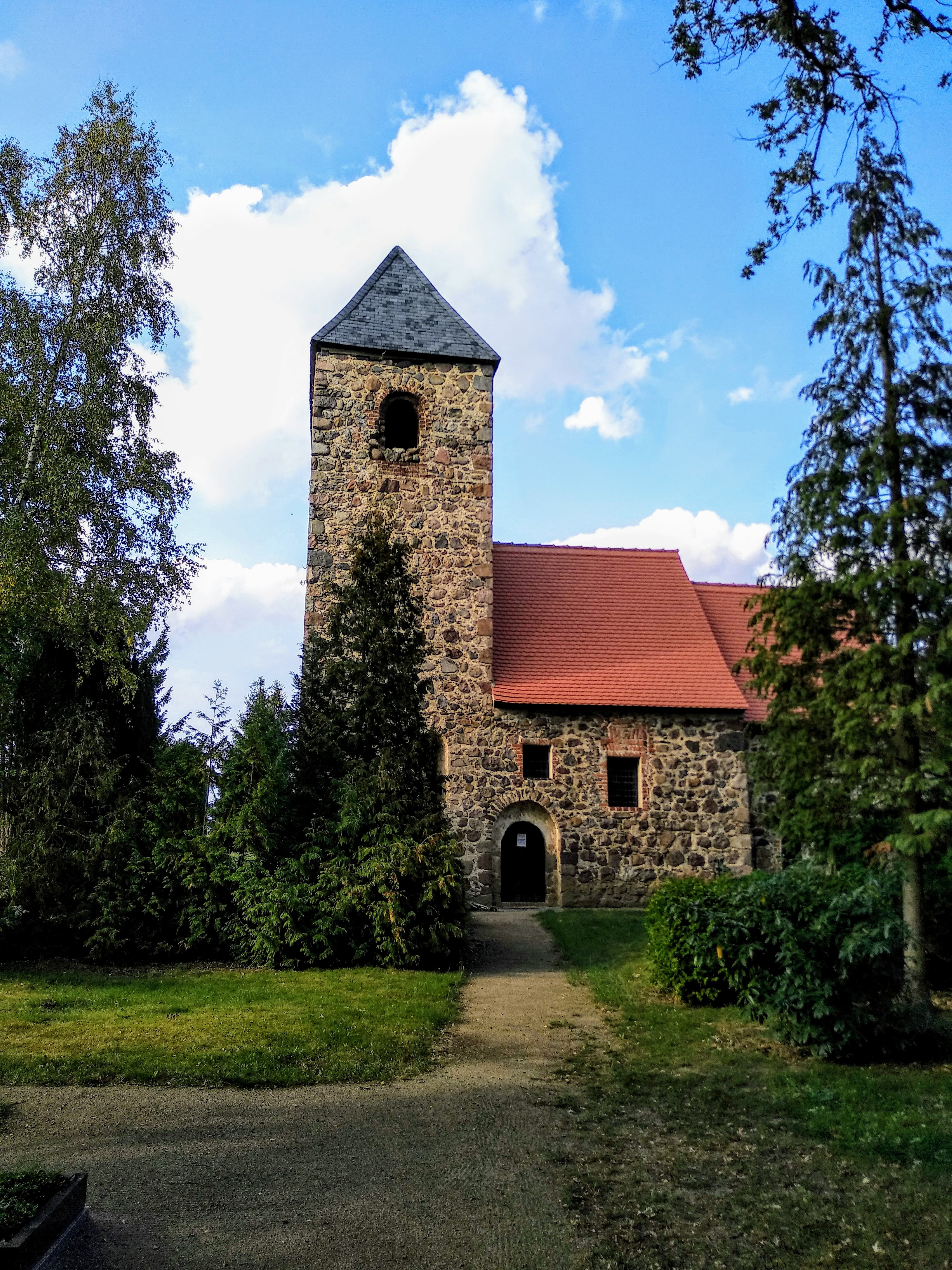
Dorfkirche Rademin

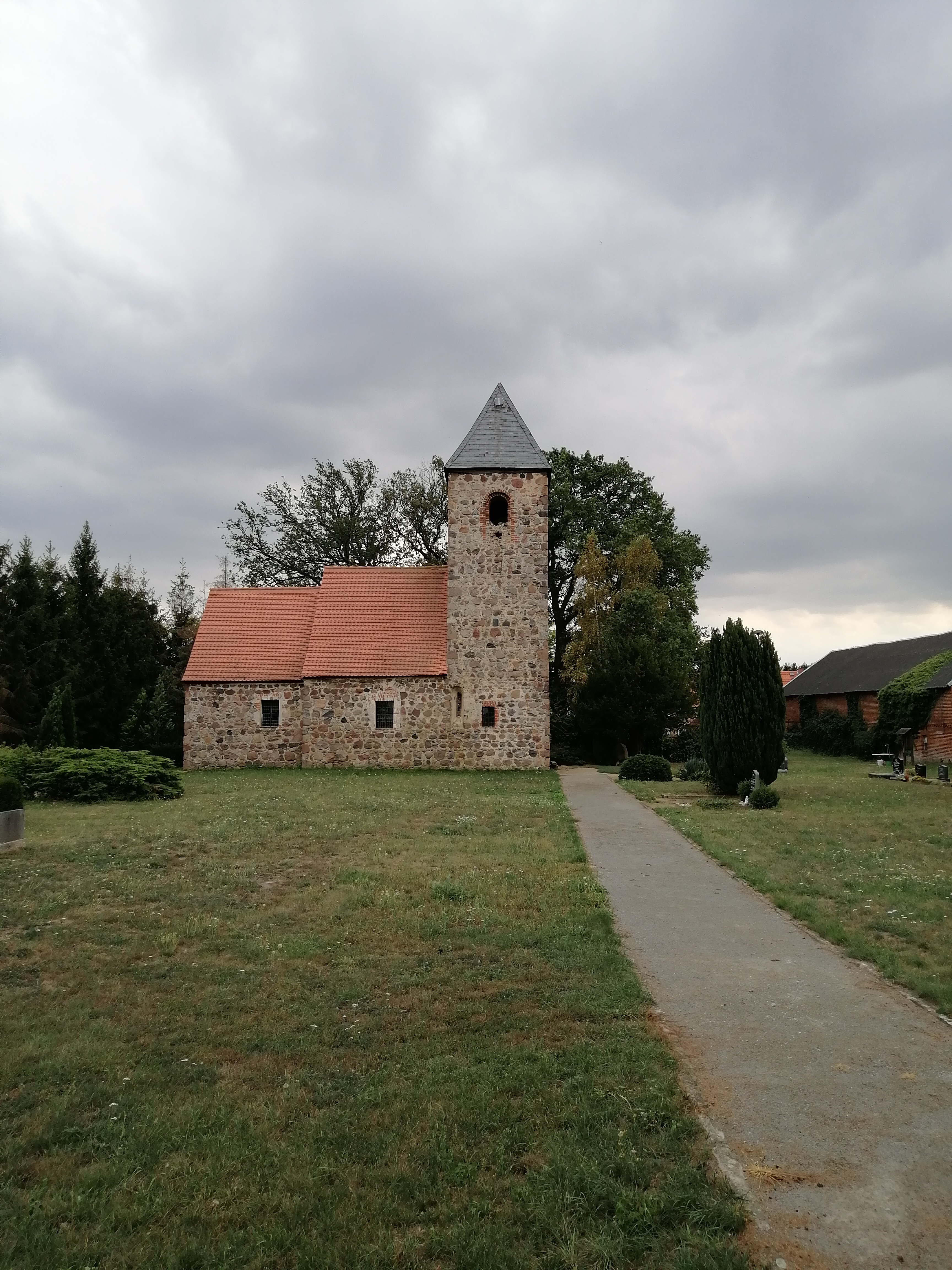
Ansicht von Norden

Die evangelische Dorfkirche Rademin ist eine romanische Saalkirche im Ortsteil Rademin von Arendsee (Altmark) im Altmarkkreis Salzwedel in Sachsen-Anhalt. Sie gehört zum Kirchengemeindeverband Fleetmark-Jeetze im Kirchenkreis Salzwedel der Evangelischen Kirche in Mitteldeutschland (EKMD).

## Geschichte und Architektur
Die spätromanische Saalkirche aus lagig versetztem Feldsteinmauerwerk mit eingezogenem quadratischem Chor wurde nachträglich mit einem Querturm versehen, der über dem Westteil des Schiffes errichtet wurde; das Mauerwerk der späteren Bauteile ist gänzlich unregelmäßig. Dabei wurde ein Fenster der Nordseite von innen verdeckt und behielt damit seinen romanischen Fensterrahmen aus Holz. Von den schmalen rundbogigen Öffnungen der ersten Bauphase sind außerdem die gestaffelte Dreifenstergruppe im Osten und die beiden Südportale erhalten. Der Turm ist jetzt mit einem Walmdach versehen; er trug ehedem ein steiles Zeltdach mit Dachreiter. Im Chor ist eine Sonderform eines in Gusstechnik hergestellten Kreuzgratgewölbes ähnlich wie in der Dorfkirche Zierau mit je zwei Knicklinien in den Kappen eingezogen.
Der Triumphbogen ist annähernd spitzbogig ausgebildet. Im relativ hohen Schiff und im Turmerdgeschoss sind Balkendecken eingezogen, dazwischen ein großer Spitzbogen aus Backstein. Insgesamt wird für das Spätmittelalter eine eingreifende Umgestaltung des Bauwerks in der Zeit zwischen 1360 und 1460 angenommen. Aus dieser Zeit stammt vermutlich auch der Dachstuhl über dem Schiff.
Eine dekorativ bemalte hölzerne Westempore trägt die Jahreszahl 1722, gleichzeitig wurde vermutlich das Gestühl ausgeführt. Eine rechteckige Sakramentsnische zeigt noch Reste von lilienförmigen Beschlägen.

## Ausstattung
Das Hauptstück der Ausstattung ist ein hölzerner Kanzelaltar mit seitlichen Durchgängen vom Ende des 17. Jahrhunderts, dieser zeigt am hölzernen Kanzelkorb schlecht erhaltene Gemälde der Evangelisten sowie an der Predella ein Abendmahlsgemälde. Der Stipes, auf dem der Kanzelaltar aufliegt, wird dem Mittelalter zugerechnet.
Außen am Chor ist ein kleines Kreuzigungsrelief vom 19./20. Jahrhundert aus Terrakotta nach Vorbildern des 15. Jahrhunderts angebracht.
Das Geläut besteht heute nur noch aus einer Eisenhartgussglocke, während es 1917 noch zwei Bronzeglocken gab, von denen damals eine für Kriegszwecke beschlagnahmt wurde.
Ein spitzbogiges Kirchhofportal aus der zweiten Hälfte des 15. Jahrhunderts mit einem Wappenstein erschließt den Kirchhof.